# Нанкайские мегавзбросовые землетрясения
Нанкайские мегавзбросовые землетрясения происходят вдоль Нанкайского желоба, который находится под водой и тянется вдоль юго-восточного побережья Японии от острова Кюсю и вдоль южной части острова Хонсю.
Такие землетрясения, как правило, происходят парами, с относительно коротким промежутком времени между ними. Они могут сопровождаться волнами цунами.
Некоторые примеры Нанкайских мегавзбросовых землетрясений: события в 1854, 1944 и 1946 годах. Наиболее разрушительным считается землетрясение с цунами в 1498 году, жертвами которого могли стать от пяти тысяч до 41 тысячи человек.
По данным на 2024 год, Японский правительственный комитет по исследованию сейсмической активности оценивал вероятность мегаземлетрясения магнитудой 8-9 в районе Нанкайского желоба в ближайшие 30 лет как 75-82 %. Такая вероятность говорит о высоком риске, хотя специалисты призывают не воспринимать её как немедленную угрозу.